# Ioan Mihăilescu
Ioan Mihăilescu (n. 24 martie 1949, Agapia, Neamț – d. 11 septembrie 2007, București) a fost un sociolog, prof. dr. la Facultatea de Sociologie din cadrul Universității din București și rector al Universității. În anul 2000 a fost decorat cu Ordinul Național „Pentru Merit” în grad de Mare Cruce.